# Cantone di Zapotillo
Il Cantone di Zapotillo è un cantone dell'Ecuador che si trova nella Provincia di Loja.
Il capoluogo del cantone è Zapotillo.
Confina in con il Perù a sud a ovest e a nord, a est invece confina con cantoni della stessa regione: Puyango, Pindal, Celica, Macarà.